# Waalse Pijl 2025
De Belgische wielerwedstrijd de Waalse Pijl werd in 2025 verreden op 23 april. Er vond zowel een editie bij de mannen als bij de vrouwen plaats. Beide wedstrijden finishten op de Muur van Hoei.

## Mannen
Bij de mannen werd de 89e editie verreden van deze Belgische klassieker. Titelverdediger Stephen Williams werd opgevolgd door wereldkampioen Tadej Pogačar, die twee jaar eerder ook al wist te winnen. De Belgen Thibau Nys en Olympisch kampioen Remco Evenepoel eindigden in de top tien. Beste Nederlander was Milan Vader op de 52e plek.
De wedstrijd was onderdeel van de UCI World Tour 2025.

### Uitslag
| Plaats  | Naam              | Ploeg                  | tijd     |
| ------- | ----------------- | ---------------------- | -------- |
| Winnaar | Tadej Pogačar     | UAE Team Emirates-XRG  | 4u50'15" |
| 2       | Kévin Vauquelin   | Arkéa-B&B Hotels       | + 10"    |
| 3       | Tom Pidcock       | Q36.5 Pro Cycling Team | + 12"    |
| 4       | Lenny Martinez    | Bahrain-Victorious     | + 13"    |
| 5       | Ben Healy         | EF Education-EasyPost  | z.t.     |
| 6       | Santiago Buitrago | Bahrain-Victorious     | + 16"    |
| 7       | Romain Grégoire   | Groupama-FDJ           | z.t.     |
| 8       | Thibau Nys        | Lidl-Trek              | z.t.     |
| 9       | Remco Evenepoel   | Soudal Quick-Step      | z.t.     |
| 10      | Mauro Schmid      | Team Jayco AlUla       | + 19"    |
|         |                   |                        |          |
| 52      | Milan Vader       | Q36.5 Pro Cycling Team | + 2'13"  |

## Vrouwen
Bij de vrouwen werd de 28e editie verreden van deze wedstrijd. Titelverdedigster Katarzyna Niewiadoma werd opgevolgd door de Nederlandse Puck Pieterse, die voor het eerst deelnam. De plaatsen twee en drie waren, net als vorig jaar, voor Demi Vollering en de Italiaanse Elisa Longo Borghini. Titelverdedigster Niewiadoma werd vierde. De beste Belgische renster was wereldkampioene Lotte Kopecky op de 12e plaats.
De wedstrijd was onderdeel van de UCI Women's World Tour 2025.

### Uitslag
| Plaats  | Naam                 | Ploeg                    | tijd     |
| ------- | -------------------- | ------------------------ | -------- |
| Winnaar | Puck Pieterse        | Fenix-Deceuninck         | 3u53'25" |
| 2       | Demi Vollering       | FDJ-Suez                 | + 2"     |
| 3       | Elisa Longo Borghini | UAE Team ADQ             | + 6"     |
| 4       | Katarzyna Niewiadoma | Canyon//SRAM zondacrypto | z.t.     |
| 5       | Liane Lippert        | Movistar                 | + 11"    |
| 6       | Kimberley Le Court   | AG Insurance-Soudal      | + 14"    |
| 7       | Juliette Labous      | FDJ-Suez                 | z.t.     |
| 8       | Nienke Vinke         | Picnic PostNL            | z.t.     |
| 9       | Niamh Fisher-Black   | Lidl-Trek                | + 20"    |
| 10      | Mijntje Geurts       | Visma-Lease a Bike       | z.t.     |
|         |                      |                          |          |
| 12      | Lotte Kopecky        | SD Worx-Protime          | + 22"    |

1936 · 1937 · 1938 · 1939 · 1940 · 1941 · 1942 · 1943 · 1944 · 1945 · 1946 · 1947 · 1948 · 1949 · 1950 · 1951 · 1952 · 1953 · 1954 · 1955 · 1956 · 1957 · 1958 · 1959 · 1960 · 1961 · 1962 · 1963 · 1964 · 1965 · 1966 · 1967 · 1968 · 1969 · 1970 · 1971 · 1972 · 1973 · 1974 · 1975 · 1976 · 1977 · 1978 · 1979 · 1980 · 1981 · 1982 · 1983 · 1984 · 1985 · 1986 · 1987 · 1988 · 1989 · 1990 · 1991 · 1992 · 1993 · 1994 · 1995 · 1996 · 1997 · 1998 · 1999 · 2000 · 2001 · 2002 · 2003 · 2004 · 2005 · 2006 · 2007 · 2008 · 2009 · 2010 · 2011 · 2012 · 2013 · 2014 · 2015 · 2016 · 2017 · 2018 · 2019 · 2020 · 2021 · 2022 · 2023 · 2024 · 2025 · 2026
Lijst van beklimmingen
Tour Down Under ·
Great Ocean Road Race ·
Ronde van de Verenigde Arabische Emiraten ·
Omloop Het Nieuwsblad ·
Strade Bianche ·
Parijs-Nice · 
Tirreno-Adriatico · 
Milaan-San Remo ·
Ronde van Catalonië ·
Classic Brugge-De Panne ·
E3 Saxo Classic ·
Gent-Wevelgem ·
Dwars door Vlaanderen ·
Ronde van Vlaanderen ·
Ronde van het Baskenland ·
Parijs-Roubaix ·
Amstel Gold Race ·
Waalse Pijl ·
Luik-Bastenaken-Luik ·
Ronde van Romandië ·
Eschborn-Frankfurt ·
Ronde van Italië ·
Critérium du Dauphiné ·
Ronde van Zwitserland ·
Copenhagen Sprint · 
Ronde van Frankrijk ·
Clásica San Sebastián ·
Ronde van Polen ·
BEMER Cyclassics ·
Renewi Tour ·
Ronde van Spanje ·
Bretagne Classic ·
GP van Quebec ·
GP van Montreal ·
Ronde van Lombardije ·
Ronde van Guangxi
Tour Down Under ·
Cadel Evans Great Ocean Road Race ·
Ronde van de Verenigde Arabische Emiraten ·
Omloop Het Nieuwsblad ·
Strade Bianche ·
Trofeo Alfredo Binda-Comune di Cittiglio ·
Milaan-San Remo ·
Brugge-De Panne ·
Gent-Wevelgem ·
Ronde van Vlaanderen ·
Parijs-Roubaix ·
Amstel Gold Race ·
Waalse Pijl ·
Luik-Bastenaken-Luik ·
Ronde van Spanje ·
Ronde van het Baskenland ·
Ronde van Burgos ·
Ronde van Groot-Brittannië ·
Ronde van Zwitserland ·
Copenhagen Sprint · 
Ronde van Italië ·
Ronde van Frankrijk ·
Ronde van Romandië ·
Ronde van Scandinavië ·
GP de Plouay-Bretagne ·
Simac Ladies Tour ·
Ronde van Chongming ·
Ronde van Guangxi